# Камари (дем Санторини)
Вижте пояснителната страница за други значения на Камари.
Камари (на гръцки: Καμάρι, катаревуса Καμάριον, Камарион) e село в източната част на остров Санторини. Известен е с хубавата си плажна ивица, черен пясък, кристално чиста вода. Населението му е 1344 души (по данни от 2011 г.).
В градчето има около 50 малки хотела, магазини, ресторанти, барове, дискотеки, туристически сервизи – агенции, коли и мотори под наем и др.